# سیارک ۵۴۵۹۸
سیارک ۵۴۵۹۸ (به انگلیسی: 54598 Bienor، نامگذاری:2000QC243) پنجاه و چهار هزار و پانصد و نود و هشتمین سیارک کشف شده‌است که در ۲۷ اوت ۲۰۰۰ کشف شد.